# منطاد صلب
المنطاد الصلب هو نوع من المناطيد (أو السفن الهوائية الموجهة) حيث يتم دعم الغلاف بإطار داخلي بدلاً من الحفاظ على شكله من خلال ضغط غاز الرفع داخل الغلاف، كما هو الحال في المناطيد المطاطية (وتسمى أيضًا مناطيد الضغط) والمناطيد شبه الصلبة.تُعرف المناطيد الصلبة عادةً باسم "زيبلين"، على الرغم من أن هذا المصطلح يشير تقنيًا فقط إلى المناطيد التي بُنيت بواسطة شركة لوفت شفباو زيبلن.
في عام 1900، نجح الكونت فرديناند فون زيبلين في إجراء الرحلة الأولى لمنطاده؛ وتبعتها نماذج أخرى بسرعة. قبل الحرب العالمية الأولى، كانت ألمانيا رائدة عالميًا في هذا المجال، ويعزى ذلك إلى حد كبير إلى أعمال فون زيبلين وشركته Luftschiffbau Zeppelin. خلال الصراع، تم تكليف المناطيد الصلبة بمهام عسكرية مختلفة، بما في ذلك مشاركتها في حملة القصف الاستراتيجي لألمانيا. تم إنتاج العديد من المناطيد الصلبة واستخدامها بنجاح تجاري نسبي بين العقد الأول من القرن العشرين وأواخر الثلاثينيات. انتهى عصر ازدهار المناطيد الصلبة فجأة بتدمير هيندنبورغ في حريق في 6 مايو 1937. لم تدمر الكارثة أكبر منطاد زيبلين في العالم فحسب، بل تسببت اللقطات المصورة في إلحاق أضرار جسيمة بسمعة المناطيد الصلبة بشكل عام. كانت عدة دول قد أوقفت برامج المناطيد العسكرية الصلبة بعد حوادث خطيرة في بداية العقد، لكن مخاوف السلامة العامة الواسعة النطاق في أعقاب كارثة هيندنبورغ أدت إلى إيقاف تشغيل المناطيد الصلبة الحالية وتفكيكها في السنوات اللاحقة.

## البناء والتشغيل
تتكون المناطيد الصلبة من هيكل عادة ما يُغطى بقماش مشبع بمواد كيميائية يحتوي على عدد من الأكياس أو الخلايا التي تحتوي على غاز الرفع. في معظم المناطيد التي تم بناؤها قبل الحرب العالمية الثانية، تم استخدام غاز الهيدروجين شديد الاشتعال لهذا الغرض، مما أدى إلى فقدان العديد من المناطيد مثل المنطاد البريطاني R101 والمنطاد الألماني هيندنبورغ في حرائق كارثية. تم استخدام غاز الهيليوم الخامل في المناطيد الأمريكية في عشرينيات وثلاثينيات القرن العشرين؛ كما يتم استخدامه في جميع المناطيد الحديثة.
تعتمد المناطيد على الفرق في الكثافة بين غاز الرفع والهواء المحيط للبقاء في الجو. عادةً ما تبدأ المناطيد رحلتها بأكياس الغاز منتفخة بنحو 95% من سعتها: ومع صعود المنطاد إلى ارتفاع أعلى، يتمدد غاز الرفع مع انخفاض الضغط الجوي المحيط. ومع انخفاض الضغط الجوي المحيط، يتمدد غاز الرفع، مما يؤدي إلى إزاحة الهواء المحيط. عندما يمتلئ الغلاف بالكامل بغاز الرفع المتمدد، يصل الطائرة إلى "ارتفاع الضغط"، وهو عمومًا السقف التشغيلي الأقصى. عند هذه النقطة، يجب إما إطلاق الغاز الزائد أو هبوط المنطاد حتى يتمكن غاز الرفع من الانكماش وإعادة الهواء المحيط إلى الهيكل.
يمكن للمناطيد أيضًا توليد قدر معين من الرفع الديناميكي الهوائي باستخدام مصاعدها للطيران بوضعية مقدمتها لأعلى. وبالمثل، يمكن توليد قوة دفع لأسفل عن طريق الطيران بوضعية مقدمتها لأسفل: قد يتم ذلك لمنع المنطاد من الارتفاع فوق ارتفاع الضغط الخاص به.

## التاريخ

### التاريخ المبكر
بحلول عام 1874، كان عدة أشخاص قد تصوروا منطادًا صلبًا موجهًا (على عكس المناطيد المزودة بمحركات غير الصلبة التي كانت تطير منذ عام 1852). الفرنسي جوزيف سبيس قد سجل براءة اختراع لتصميم منطاد صلب في عام 1873، لكنه فشل في الحصول على تمويل.شخص آخر كان الكونت الألماني فرديناند فون زيبلين، الذي وضع أفكاره حول منطاد صلب في مدوناته اليومية من 25 مارس 1874 حتى عام 1890 عندما استقال من الجيش.كان ديفيد شوارتز يفكر في بناء منطاد في ثمانينيات القرن التاسع عشر وربما بدأ العمل على التصميم في عام 1891: وبحلول عام 1892، كان قد بدأ البناء.
ومع ذلك، لم يقم منطاد شوارتز المصنوع بالكامل من الألومنيوم بأي رحلات تجريبية إلا بعد وفاته في عام 1897. كان شوارتز قد حصل على مساعدة في بنائه من الصناعي كارل بيرغ وكتيبة المناطيد البروسية؛ وكان هناك عقد حصري بين شوارتز وبيرغ، مما اضطر الكونت زيبلين إلى الوصول إلى اتفاق قانوني مع ورثة شوارتز للحصول على الألومنيوم من كارل بيرغ، على الرغم من أن تصميمي الرجلين كانا مختلفين ومستقلين عن بعضهما البعض: حيث كان تصميم شوارتز يفتقر إلى أكياس الغاز المنفصلة الداخلية التي تميز المناطيد الصلبة. باستخدام ألومنيوم بيرغ، تمكن فون زيبلين من البدء في بناء أول منطاد له، LZ 1، في عام 1899.

### أول تطبيق للمنطاد الصلب
خلال يوليو 1900، أكمل فرديناند فون زيبلين بناء LZ 1. تم بناؤه في سقيفة عائمة على بحيرة كونستانس، وكان طوله 128.02 مترًا (420 قدمًا)، وقطره 11.73 مترًا (38 قدمًا و6 بوصات) بحجم 11,298 مترًا مكعبًا (399,000 قدم مكعب)، وتم تشغيله بواسطة محركين من دايملر بقوة 11 كيلوواط (14 حصان). تمت أول رحلة، استمرت 20 دقيقة، في 2 يوليو، ولكنها انتهت بتلف المنطاد. بعد الإصلاحات والتعديلات، تم إجراء رحلتين إضافيتين في أكتوبر 1900. ومع ذلك، فشلت هذه التجارب الأولية في جذب أي مستثمرين، ولم يكمل الكونت زيبلين تصميمه التالي، LZ 2، حتى عام 1906. قام هذا المنطاد برحلة واحدة فقط في 17 يناير 1906، وخلالها فشل كلا المحركين واضطر المنطاد إلى إجراء هبوط اضطراري في جبال الألغاو؛ وتلف لاحقًا بشكل لا يمكن إصلاحه بسبب عاصفة. وأخيرًا، تم الانتهاء بسرعة من منطاد آخر بتصميم مشابه إلى حد كبير، وهو LZ 3، وتم إطلاقه في رحلة.
أثبت LZ 3 أداءً كافيًا ليثير اهتمام الجيش الألماني، الذي قرر شراءه وتشغيله تحت اسم Z I حتى عام 1913. ومع ذلك، لاحظ الجيش الألماني أنهم يحتاجون إلى منطاد قادر على الطيران لمدة 24 ساعة. وبما أن هذا كان يتجاوز قدرة LZ 3، تقرر تصميم وبناء طائرة أكبر، وهي LZ 4. كان طولها 136 مترًا (446 قدمًا)، وقطرها 12.95 مترًا (42 قدمًا و6 بوصات)، وتم تشغيلها بواسطة محركين من دايملر يقدمان قوة إجمالية تبلغ 156 كيلوواط (210 حصان). أجرى LZ 4 أول رحلة له في 20 يونيو 1908، وفي 1 يوليو قام برحلة عبر البلاد استمرت 12 ساعة بشكل مذهل، حيث طار فوق سويسرا إلى زيورخ ثم عاد إلى بحيرة كونستانس. بدأت تجربة الـ 24 ساعة في 4 أغسطس، ولكنها توقفت بسبب عطل في أحد المحركات. تم ربطه بالقرب من إشتردينجن لإجراء الإصلاحات، ولكن نشأت عاصفة تسببت في انفصاله عن مراسيه، وبعد ذلك انجرف إلى بعض الأشجار واشتعلت فيه النيران. حدثت الكارثة أمام ما يقدر بـ 40 إلى 50 ألف متفرج.
وأدت إلى موجة استثنائية من الدعم الوطني لأعمال فون زيبلين. تدفقت التبرعات العفوية من العامة: حيث تم جمع ما يكفي لإعادة بناء المنطاد في غضون 24 ساعة، وبلغ إجمالي التبرعات في النهاية أكثر من 6 ملايين مارك، مما وفر للكونت زيبلين قاعدة مالية قوية لتجاربه. تم تشغيل سبعة مناطيد زيبلين من قبل شركة DELAG، وهي أول شركة طيران في العالم. تم تأسيس DELAG بناءً على اقتراح ألفريد كولسمان، المدير التجاري لشركة Zeppelin Luftschiffbau، سعيًا للاستفادة من الاهتمام الحماسي للجمهور الألماني بالزيبلين من خلال السماح لهم بركوب المناطيد الحاملة للركاب كعمل تجاري؛ بينما ابتعد فون زيبلين عن هذه التجارية، ويروى أنه اعتبر مثل هذه الجهود بمثابة مشروع تاجر مبتذل. بدءًا من هذه الرحلات في عام 1910، كانت DELAG محدودة في البداية بتقديم رحلات ترفيهية حول قواعد الزيبلين الموجودة.
تلقت شركة DELAG قريبًا منطادات أكثر تطورًا، مثل LZ 10 شفابن، التي نقلت خلال فترة خدمتها ما مجموعه 1,553 راكبًا دافعوا الأجر. شملت رحلاتها ليس فقط رحلات الترفيه، ولكن أيضًا عددًا من الرحلات طويلة المسافة إلى وجهات مثل فرانكفورت، دوسلدورف، وبرلين. تم استخدام منطادات الشركة أيضًا من قبل البحرية الإمبراطورية الألمانية لتدريب الطواقم، حيث قامت طواقم البحرية بتشغيل رحلات الركاب. بحلول يوليو 1914، قبل شهر واحد من بداية الحرب العالمية الأولى، كانت منطادات زيبلين التابعة لشركة DELAG قد نقلت ما مجموعه 34,028 راكبًا في 1,588 رحلة تجارية؛ وخلال هذه الرحلات، قطعت الأسطول مسافة 172,535 كيلومترًا في 3,176 ساعة طيران. توقفت العمليات التجارية فجأة في ألمانيا بسبب اندلاع الحرب العالمية الأولى، وبعد ذلك تم الاستيلاء على مناطيد شركة DELAG من قبل الجيش الألماني للخدمة خلال فترة الحرب.
خلال عام 1911، تم تحليق أول منطاد صلب تنتجه شركة شوتي-لانز الألمانية. تم تصميم المنطاد بواسطة المهندس البحري يوهان شوتي، وقد قدمت شوتي-لانز عددًا من الابتكارات التقنية. كان شكل هيكل المنطاد أكثر انسيابية مقارنةً بالمناطيد المبكرة لزيبلين، التي كانت أسطوانية الشكل لمعظم طولها، مما يبسط عملية البناء على حساب الكفاءة الديناميكية الهوائية. شملت ابتكارات شوتي-لانز الأخرى استخدام كابل محوري يمتد على طول المنطاد لتقليل الإجهاد الإضافي الناتج عن انكماش جزئي لكيس غاز واحد، وإدخال أنابيب تهوية لنقل أي هيدروجين يتم تصريفه إلى أعلى المنطاد، بالإضافة إلى أسطح ذيل متقاطعة مبسطة.
أبدت البحرية الملكية البريطانية اهتمامًا مبكرًا بالمناطيد الصلبة وأمرت ببناء منطاد "صاحبة الجلالة رقم 1" (His Majesty's Airship No. 1) في عام 1909 من شركة فيكرز المحدودة في بارو-إن-فورنس. كان طول المنطاد 512 قدمًا (156.06 مترًا) ومزود بمحركين من نوع وولسيلي. تم الانتهاء من بنائه في عام 1911، لكنه انقسم إلى قسمين قبل أول رحلة له وتم إلغاؤه وتفكيكه. تسبب هذا في توقف مؤقت لتطوير المناطيد البريطانية، ولكن في عام 1913 تم تقديم طلب لبناء منطاد HMA No. 9r (صاحب الجلالة رقم 9 آر). وبسبب عوامل مختلفة، بما في ذلك صعوبات في الحصول على المواد اللازمة، لم يتم الانتهاء منه حتى أبريل 1917.
المنطاد الصلب الوحيد لفرنسا كان من تصميم المهندس الألزاسي جوزيف سبيس وتم بناؤه بواسطة شركة "سوسيتي زودياك" في مطار سان-سير-ليكول (Aérodrome de Saint-Cyr-l'École).كان يحتوي على هيكل مصنوع من دعامات خشبية مجوفة مدعمة بأسلاك، وتم تسميته "زودياك XII" (Zodiac XII)، ولكن تم كتابة اسم "SPIESS" على جانب الغلاف الخارجي للمنطاد.كان طوله 113 مترًا (370 قدمًا و9 بوصات)، بقطر 13.5 مترًا (44 قدمًا و3 بوصات)، وتم تشغيله بواسطة محرك واحد من نوع "شينو" بقوة 200 حصان، والذي كان يدير مروحتين. حلّق لأول مرة في 13 أبريل 1913، لكن أصبح واضحًا أنه يعاني من نقص في القوة ويتطلب المزيد من الرفع، لذلك تم تمديده إلى 140 مترًا (459 قدمًا و4 بوصات) لاستيعاب ثلاث خلايا غاز إضافية وإضافة محرك ثانٍ. بعد ذلك، قدم سبيس المنطاد كهدية للحكومة الفرنسية.بعد تجارب إضافية، لم يتم قبوله من قبل الجيش الفرنسي، لأن رأيهم كان أن الأنواع الأصغر غير الصلبة ستكون أكثر فعالية. يبدو أن منطاد سبيس تم تفكيكه في عام 1914.

### خلال الحرب العالمية الأولى
خلال الحرب العالمية الأولى، قامت شركة زيبلين ببناء ما مجموعه 95 منطادًا عسكريًا. تم تشغيل هذه المناطيد من قبل كل من البحرية الألمانية والجيش. كانت محطات المناطيد العسكرية الألمانية قد أُنشئت قبل الصراع، وفي 2-3 سبتمبر 1914، أسقطت زيبلين LZ 17 ثلاث قنابل تزن كل منها 200 رطل على أنتويرب في بلجيكا. في عام 1915، بدأت حملة قصف ضد إنجلترا باستخدام المناطيد، حيث تم تنفيذ أول غارة في 19 يناير 1915 عندما أسقط منطادان قنابل على نورفولك. وفي 31 مايو 1915، سقطت أول القنابل على لندن. استمرت الغارات طوال عام 1915 واستمرت حتى عام 1916. في ليلة 2-3 سبتمبر 1916، تم إسقاط أول منطاد ألماني فوق الأراضي الإنجليزية بواسطة الملازم ليف روبنسون الذي كان يقود طائرة من نوع BE 2c. أدى هذا النجاح والنجاحات اللاحقة التي حققتها دفاعات بريطانيا إلى تطوير تصميمات جديدة لزيبلين قادرة على العمل على ارتفاعات أعلى، ولكن حتى عندما دخلت هذه التصميمات الخدمة، قام الألمان بتنفيذ عدد قليل فقط من غارات المناطيد على بريطانيا خلال بقية الحرب، واستمروا في الحملة باستخدام الطائرات واحتفظوا بمناطيدهم للمهمة الأساسية المتمثلة في الدوريات البحرية فوق بحر الشمال وبحر البلطيق. وقعت آخر الخسائر في 12 أبريل 1918.
أول منطاد بريطاني يتم الانتهاء منه خلال الحرب كان No. 9r، والذي حلّق لأول مرة في نهاية عام 1916 وتم استخدامه لأغراض تجريبية وتدريبية.بحلول ذلك الوقت، كانت الحرب ضد الغواصات الألمانية (U-boats) في ذروتها، وتبع ذلك بسرعة بناء أربعة مناطيد من فئة 23، ومنطادين من فئة R23X، ومنطادين من فئة R31.كان الأخير منها يعتمد على مبدأ شوتي-لانز في البناء الخشبي، ولا يزال أكبر الهياكل الخشبية المتحركة التي تم بناؤها على الإطلاق. النجاح القتالي الوحيد المهم لهذه المناطيد، بخلاف تأثيرها الرادع، كان المساعدة في تدمير الغواصة الألمانية SM UB-115 بواسطة R29 في سبتمبر 1918.

### 1919 - 1939
بحلول نهاية الصراع، كان منطادان بريطانيان من فئة R33 قريبان من الانتهاء. أصبح R33 منطادًا مدنيًا، واختتم مسيرته بالقيام بأعمال تجريبية. بينما أصبح R34 أول طائرة تكمل عبورًا عائدًا عبر المحيط الأطلسي في يوليو 1919، لكنه تعرض لأضرار بالغة في يناير 1921 وتم تفكيكه لاحقًا. كان R.35، وهو تصميم فريد من نوعه للبحرية، على وشك الانتهاء عندما توقف العمل في أوائل عام 1919. كان R36 وR.37 نسخًا ممتدة من R.35. تم الانتهاء من R.36 بعد الحرب كمنطاد مدني مسجل تحت اسم G-FAAF. كان R.36 يحتوي على محركين من المنطاد الألماني L71. تضمنت التعديلات لخدمة الركاب تركيب غوندولا (حجرة) مشتركة للتحكم والركاب بطول 131 قدمًا لاستيعاب 50 راكبًا. تعرض R.36 لفشل هيكلي في أحد الدفات الأفقية والعمودية. تم إصلاحه وخدم لمساعدة الشرطة في التحكم بحركة المرور خلال سباق آسكوت في عام 1921. تعرض R.36 لأضرار في حادث رسو في عام 1921، وعلى الرغم من إصلاحه، لم يطِر مرة أخرى. تم الاحتفاظ به لاستخدامه المحتمل كمنطاد تجاري، ولكن تم تفكيكه في عام 1926. تم البدء في بناء أربعة مناطيد من فئة R38، ولكن تم الانتهاء من واحد فقط: تم بيعه إلى البحرية الأمريكية وأعيد تسميته إلى ZR-2. في يونيو 1921، انفجر في الجو فوق كينغستون أبون هال قبل تسليمه، مما أسفر عن مقتل 44 من طاقمه الأنجلو-أمريكي. آخر منطاد تم طلبه خلال الحرب العالمية الأولى كان R80؛ تم الانتهاء منه في عام 1920، ولكن تم اختباره حتى التدمير في العام التالي بعد اكتشاف عدم وجود استخدام تجاري له.
بعد نهاية الحرب العالمية الأولى، استأنفت شركة "لوفتشيفباو زيبلين" بناء وتشغيل المناطيد المدنية. وفقًا لشروط معاهدة فرساي، مُنعت ألمانيا من بناء مناطيد تتجاوز سعتها 28,000 متر مكعب (1,000,000 قدم مكعب)، مما حدّ بشكل كبير من نطاق عمل الشركة. ومع ذلك، تم بناء منطادين صغيرين للركاب، هما LZ 120 بودينسي وشقيقه LZ 121 نوردستيرن، وكانا مخصصين للاستخدام بين برلين وفريدريشهافن. تمت مصادرتهما لاحقًا وتسليمهما إلى إيطاليا وفرنسا كتعويضات حرب بدلاً من المناطيد الحربية التي تم تخريبها من قبل طواقمها في عام 1919. تم إنقاذ شركة زيبلين من الانقراض بفضل طلب من البحرية الأمريكية لبناء منطاد USS لوس أنجلوس؛ وأجرى هذا المنطاد أول رحلة له في 27 أغسطس 1924. استمرت شراكة غوديير-زيبلين حتى اندلاع الحرب العالمية الثانية.
في عام 1924، أطلقت الحكومة البريطانية "مخطط المناطيد الإمبراطوري"، وهو خطة لإنشاء طرق للمناطيد عبر الإمبراطورية البريطانية. تضمن ذلك بناء منطادين كبيرين، هما R100 وR101، تم تمويلهما من قبل الحكومة. تم بناء R100 بشكل خاص من قبل شركة فيكرز-أرمسترونغ باستخدام الممارسات التجارية الحالية، مع فريق تصميم يقوده بارنز واليس، الذي كان قد شارك سابقًا في تصميم R80. بعد أول رحلة لها في ديسمبر 1929، قامت R100 برحلة ذهاب وإياب ناجحة إلى كيبيك في كندا في يوليو وأغسطس من العام التالي.  تم تصميم وبناء المنطاد المنافس R101 من قبل وزارة الطيران وكان من المفترض أن يشجع على اتباع نهج جديد. كان R101 يعاني من زيادة الوزن بشكل كبير، ويرجع ذلك بشكل رئيسي إلى قرار استخدام محركات الديزل لتقليل خطر الحريق، وتم اتخاذ قرار بتمديد هيكل المنطاد لزيادة قوة الرفع. في أكتوبر 1930، انطلق R101 في أول رحلة له إلى كراتشي، لكنه تحطم في شمال فرنسا بسبب سوء الأحوال الجوية، مما أسفر عن مقتل 48 من أصل 54 شخصًا كانوا على متنها، بما في ذلك وزير الدولة للطيران ومعظم فريق التصميم. بعد هذه الكارثة، تم إيقاف R100 عن العمل وتم تفكيكها في النهاية في نوفمبر 1931، مما مثل نهاية الاهتمام البريطاني بالمناطيد الصلبة.
خلال عام 1925، خففت الحلفاء القيود التي فرضتها معاهدة فرساي، مما مكّن الدكتور هوغو إيكينر، رئيس شركة زيبلين لوفتشيفباو، من متابعة رؤيته لتطوير منطاد زيبلين مناسب لإطلاق خدمة جوية للركاب عبر القارات.